# جایزه مرکز بین‌المللی فیزیک نظری
جایزه مرکز بین‌المللی فیزیک نظری (انگلیسی: ICTP Prize) جایزه‌ای به ارزش ۳۰۰۰ یورو است که به فیزیکدانان و ریاضی دانان جوان (زیر ۴۰ سال) کشورهای در حال توسعه اهدا می‌شود.

## برندگان اخیر
- ۲۰۱۶ آنیندا سینا
- ۲۰۱۳ یاسمن فرزان